# Радіоелектронний спосіб витоку інформації
Радіоелектронний спосіб витоку інформації — канал, в якому носієм інформації служить електромагнітне поле, електричний струм.
Найбільш інформативним каналом витоку інформації є радіоелектронний канал.

## Особливості радіоелектронної розвідки
Незахищені засоби передачі, прийому й обробки інформації, що працюють від електричного струму утворюють радіоелектронний канал витоку інформації. У радіоелектронному каналі передачі носієм інформації є електричний струм та електричне поле з частотами коливань від звукового діапазону до десятків ГГц.
Радіоелектронний канал відноситься до найбільш інформативних каналів витоку, маючи наступні особливості:
- функціонування каналу не залежить від часу доби й року, має істотно меншу залежність параметрів у порівнянні з іншими каналами від метеоумов;
- висока достовірність добування інформації, особливо при перехопленні її в функціональних каналах зв'язку, якщо це не дезінформація;
- видобута інформація має великий обсяг;
- отримання інформації має оперативний характер, аж до реального масштабу часу;
- прихованість перехоплення сигналів і радіотеплового спостереження.

У радіоелектронному каналі виробляється перехоплення радіо і електричних сигналів, радіолокаційне та радіотепловое спостереження. Радіоелектронні канали витоку інформації використовують радіо, радіотехнічна, радіолокаційна і радіотеплового розвідка.
Структура радіоелектронного каналу витоку інформації в загальному випадку включає джерело сигналу або передавач, середовище поширення електричного струму або електромагнітної хвилі та приймач сигналу.

## Джерело сигналу радіоелектронного каналу витоку інформації
- пристрої каналів зв'язку, що передають інформацію;
- джерела електромагнітних випромінювань;
- джерела електромагнітних наведень;
- об'єкти, які відбивають електромагнітні хвилі в радіодіапазоні;
- об'єкти, які випромінюють теплові хвилі у радіодіапазоні[1].

## Середовище розповсюдження сигналу радіоелектронного каналу витоку інформації
- атмосфера;
- безповітряний простір;
- різні типи електричних проводів.

## Види радіоелектронного каналу витоку інформації
В залежності від джерела сигналу існує 2 види радіоелектронного каналу витоку інформації.
У першому випадку здійснюється перехоплення інформації, яка передається за функціональним каналом.
У другому випадку — канали витоку інформації встановлюються спеціально зловмисниками.